# Perla Peragallo
Perla Peragallo (Roma, 1º ottobre 1943 – Roma, 20 agosto 2007) è stata un'attrice teatrale italiana.

## Biografia
Nata a Roma in una famiglia di artisti, il padre era infatti un noto compositore di musica dodecafonica, si trovò sin da piccola a frequentare il teatro lirico dell'Opera di Roma. Conobbe e face amicizia con Maria Callas durante una rappresentazione della Norma di Bellini. Formatasi alla scuola di Alessandro Fersen, Peragallo divenne protagonista del teatro degli anni '60 insieme a Carlo Cecchi, Rino Sudano, Carmelo Bene, Leo de Berardinis, Carlo Quartucci e altri. Come attrice esordì nel 1963 con Gli eroi malvestiti, al Teatro Ateneo, recitando l'anno successivo ne La Cortigiana, ancora all'Ateneo e con la regia di Giorgio Bandini.
In seguito conobbe e si legò, sia sentimentalmente che artisticamente, a Leo de Berardinis, duo che divenne noto come Leo e Perla, e con il quale rappresentò il 21 aprile del 1967 Amleto al Teatro della Ringhiera a Roma. Il 4 marzo del 1968 la coppia di artisti mise in scena Sir and Lady Macbeth, ospitato al Teatro Club Carmelo Bene e, insieme a quest'ultimo, il 25 ottobre del 1968, il Don Chisciotte. Sempre insieme a Leo de Berardinis, Perla Peragallo si dedicò al cinema con A Charlie Parker (1970), Compromesso storico a Marigliano (1971) e Pamphlet, presentato al Beat '72 nel maggio del 1981. Nel 1971 nacque il Teatro di Marigliano, la "parentesi partenopea", la fase cosiddetta del Teatro dell'ignoranza, in cui vi era un apporto di larga improvvisazione, con Oʼ zappatore (1972), King Lacreme Lear Napulitane, Sudd (1974), Chianto ʼe risate risate ʼe chianto (1975), Rusp Spers (1976), Assoli (1977), Tre jurni (1978), Avita murì (1978), De Berardinis-Peragallo (1979), Udunda Indina (1980).
Nel 1981 terminò il connubio sentimentale e artistico fra i due, mentre Leo de Berardinis andò in cura per problemi di alcolismo. La data del 14 aprile del 1981 segnò l'ultimo spettacolo di Perla, l'Annabel Lee tratto da Edgar Allan Poe e rappresentato al Teatro in Trastevere di Roma. La morte della madre avvenuta nel 1979 causò nell'attrice una ulteriore crisi, e nel tempo decise di ritirarsi dalle scene, mentre Leo De Berardinis proseguì fondando nel 1984 a Bologna il Teatro di Leo.
Distanziatasi dalle luci della ribalta, nel 1985 aprì una scuola di recitazione per giovani attori, chiamandola Mulino di Fiora, da cui usciranno artisti come Ivano De Matteo, Ilaria Drago, Valentina Capone, Ascanio Celestini e Roberto Latini.
Morì a Roma il 20 agosto del 2007 all'età di sessantaquattro anni, per le conseguenze di un tumore al pancreas.

## Opere

### Teatrali

#### Esordi
- La faticosa messinscena dell'"Amleto" di William Shakespeare, Leo de Berardinis e Perla Peragallo, Teatro alla Ringhiera, Roma, 21 aprile 1967
- Sir and Lady Macbeth (I edizione), Leo de Berardinis e Perla Peragallo, Teatro Carmelo Bene, 4 marzo 1968
- O' Zappatore di Leo de Berardinis e Perla Peragallo 1972
- Sir and Lady Macbeth (II edizione), Leo de Berardinis e Perla Peragallo, 1973
- King Lacreme Lear Napulitane, Leo de Berardinis e Perla Peragallo, 1973

#### "Teatro dellʼignoranza"
- Sudd, Leo de Berardinis e Perla Peragallo, 1974
- Chianto 'e risate e risate 'e chianto, Leo de Berardinis e Perla Peragallo, 1974
- Rusp Spers, Leo de Berardinis e Perla Peragallo, 1976
- Assoli, Leo de Berardinis e Perla Peragallo 1977
- Tre Jurni, Leo de Berardinis e Perla Peragallo, 1977
- Avita Murì, Leo de Berardinis e Perla Peragallo, 1978

#### Ultimo periodo
- Sciopero autonomo, Leo de Berardinis e Perla Peragallo, 1978
- De Berardinis - Peragallo, Leo de Berardinis e Perla Peragallo, 1979
- Udunda Indina, Leo de Berardinis e Perla Peragallo, 1980
- XXXIII Canto del Paradiso da Dante, Leo de Berardinis e Perla Peragallo 1980
- Annabel Lee da Edgar Allan Poe, Leo de Berardinis e Perla Peragallo 1981

### Cinematografiche
- A Charlie Parker, Leo de Berardinis e Perla Peragallo, 1970
- Compromesso storico a Marigliano, 1971
- Pamphlet, Beat 72, 1981